# Werkkabinet II
Het Werkkabinet II of Werkend Kabinet II (Indonesisch: Kabinet Kerja II) was een Indonesisch kabinet in de jaren 1960-1962. Het was het tweede kabinet waarin president Soekarno ook de rol van minister-president op zich had genomen.
Naast Soekarno bleven ook de andere belangrijkste ministers van het voorgaande Werkkabinet I op hun post zitten: eerste minister Djoeanda Kartawidjaja, minister van nationale veiligheid Abdul Harris Nasution en minister van buitenlandse zaken Soebandrio. Er was nu niet langer een onderscheid tussen ministers, onderministers en ministers van staat, maar in plaats daarvan was er een grote groep van meer dan 40 ministers, waarvan ongeveer de helft als ondersteunende minister (menteri pendukung) werd aangeduid. Deze ondersteunende ministers maakten geen deel uit van het 'kernkabinet'.

## Samenstelling

### Ministers
| Nr. | Ministerspost                                           | Minister                            | Minister                                | Partij       |
| --- | ------------------------------------------------------- | ----------------------------------- | --------------------------------------- | ------------ |
| 1   | Minister-president (tevens president)                   |                                     | Soekarno                                |              |
| 2   | Eerste minister                                         |                                     | Djoeanda Kartawidjaja                   |              |
| 3   | Vice-eerste minister                                    |                                     | Johannes Leimena                        | Parkindo     |
| 3   | Vice-eerste minister                                    | Soebandrio (vanaf 20 december 1960) |                                         |              |
| 4   | Nationale Veiligheid                                    |                                     | Abdul Harris Nasution                   | IPKI         |
| 5   | Buitenlandse Zaken                                      |                                     | Soebandrio                              |              |
| 6   | Binnenlandse Zaken en Regionale Autonomie               |                                     | Ipik Gandamana                          | IPKI         |
| 7   | Justitie                                                |                                     | Sahardjo                                |              |
| 8   | Financiën                                               |                                     | Djoeanda Kartawidjaja (tot 1 juli 1960) |              |
| 8   | Financiën                                               | Notohamiprodjo (vanaf 1 juli 1960)  |                                         |              |
| 9   | Distributie                                             |                                     | Johannes Leimena                        | Parkindo     |
| 10  | Ontwikkeling                                            |                                     | Chaerul Saleh                           | Murba        |
| 11  | Productie                                               |                                     | Suprajogi                               |              |
| 12  | Sociale Welvaart                                        |                                     | Muljadi Djojomartono                    | v/h Masjoemi |
| 13  | Gezondheid                                              |                                     | Satrio                                  |              |
| 14  | Onderwijs en Cultuur                                    |                                     | Prijono                                 | Murba        |
| 15  | Godsdienst                                              |                                     | Wahib Wahab (tot 28 februari 1962)      | NU           |
| 15  | Godsdienst                                              |                                     | Saifuddin Zuhri                         | NU           |
| 16  | Minister / Vicevoorzitter van het hoge adviesorgaan     |                                     | Roeslan Abdulgani                       | PNI          |
| 17  | Minister / Voorzitter van het nationale planningsbureau |                                     | Mohammad Yamin                          |              |
| 18  | Verhoudingen met de Volksvertegenwoordigingsraad        |                                     | W.J. Rumambi                            |              |
| 19  | Minister / Juridisch Adviseur                           |                                     | Wirjono Prodjodikoro                    |              |

### Ondersteunende ministers
| Nr. | Ministerspost                                    | Minister                           | Minister                                   | Partij |
| --- | ------------------------------------------------ | ---------------------------------- | ------------------------------------------ | ------ |
| 20  | Informatie                                       |                                    | Maladi                                     |        |
| 21  | Verhoudingen met oelama's                        |                                    | Fattah Jasin                               | NU     |
| 22  | Mobilisatie van Menskracht                       |                                    | Sudjono                                    |        |
| 22  | Mobilisatie van Menskracht                       |                                    | Soedibjo                                   | PSII   |
| 23  | Minister / Viceminister van Nationale Veiligheid |                                    | Hidajat                                    |        |
| 24  | Minister / Stafchef van de landmacht             |                                    | Abdul Harris Nasution                      | IPKI   |
| 25  | Minister / Stafchef van de marine                |                                    | Eddy Martadinata                           |        |
| 26  | Minister / Stafchef van de luchtmacht            |                                    | Soerjadi Soerjadarma (tot 19 januari 1962) |        |
| 26  | Minister / Stafchef van de luchtmacht            | Omar Dhani (vanaf 19 januari 1962) |                                            |        |
| 27  | Minister / Stafchef van de politie               |                                    | Soekarno Djojonegoro                       |        |
| 28  | Minister / Procureur-generaal                    |                                    | Goenawan                                   |        |
| 29  | Veteranen                                        |                                    | Sambas Atmadinata                          |        |
| 30  | Landbouw                                         |                                    | Abdul Azis Saleh                           |        |
| 31  | Openbare Werken en Energie                       |                                    | Sardjono Dipokusumo                        |        |
| 32  | Arbeid                                           |                                    | Ahem Erningpradja                          |        |
| 33  | Grondtransport en Post, Telegraaf en Telefoon    |                                    | Djatikoesoemo                              |        |
| 34  | Zeevaart                                         |                                    | Abdulmutalib Danuningrat                   |        |
| 35  | Luchtvaart                                       |                                    | R. Iskander                                |        |
| 36  | Handel                                           |                                    | Arifin Harahap                             |        |
| 37  | Basisindustrie en Mijnbouw                       |                                    | Chaerul Saleh                              | Murba  |
| 38  | Volksindustrie                                   |                                    | Soeharto Sastrosoeyoso                     | PNI    |
| 39  | Landzaken                                        |                                    | Sadjarwo                                   | BTI    |
| 40  | Transmigratie, Coöperaties en Dorpsontwikkeling  |                                    | Achmadi                                    |        |
| 41  | Onderminister van Financiën                      |                                    | Hamengkoeboewono IX                        |        |